# Introducing... The Beatles
Introducing ... The Beatles (з англ. — «Представляємо (вам) ... The Beatles») — перший альбом британської рок-групи The Beatles, випущений в США. Запланований до випуску у липні 1963 року, LP-альбом вийшов у світ 10 січня 1964 року, виданий лейблом Vee-Jay Records, причому за десять днів до дати релізу іншого альбому — «Meet The Beatles! — на цей раз вже за допомоги американського лейбла Capitol. Ця обставина стала предметом для численних судових позовів, проте зрештою Vee-Jay було дозволено продавати альбом до кінця 1964 року; що дозволило лейблу продати 1,3 мільйона копій LP.

## Перша (невдала) спроба видання альбому
Коли сингл «Please Please Me» був виданий у США, Vee-Jay Records підписав договір з Transglobal - фірмою, афілійованою з EMI, яка працювала над розміщенням замовлень серед американських лейблів, — про отримання прав на перше видання записів The Beatles протягом наступних п'яти років. В якості частини цієї угоди Vee-Jay планував видати альбом «Please Please Me" в США, і, зрештою, лейбл отримав плівки з майстер-копіями стерео та моноверсій альбому наприкінці квітня або на початку травня 1963 року.
Спочатку Vee-Jay збирався випустити альбом "Please Please Me" в тому ж вигляді, в якому він був виданий і у Великій Британії. Пробна ацетатна платівка, виготовлена "Universal Recording Corporation of Chicago" приблизно в травні 1963 року, вміщувала ті ж 14 пісень, що і на альбомі, виданому у Великій Британії, і з тією ж назвою — Please Please Me. Проте, намагаючись дотриматись американської норми «12 пісень на альбом», менеджери Vee-Jay воліли видалити пісні «Please Please Me» і «Ask Me Why», а потім змінили назву альбому на "Introducing ... The Beatles". Окрім цього, звукоінженер "Universal" в Чикаго подумав, що відлік Пола Маккартні «one, two, three, four» (з англ. — «раз, два, три, чотири») на початку пісні «I Saw Her Standing There» є непотрібним для запису на диску звуком, а не складовою частиною пісні, а тому вирішив прибрати «one, two, three», залишивши лише «four» як у стерео-, так і у моноверсіях пісні. За винятком цих вилучень, порядок і зміст альбому залишилися недоторканими, в результаті чого цей альбом виявився найбільш схожим з британським виданням з тих американських альбомів групи, що були випущені до появи "Revolver" в 1966 році.
Підготовка до випуску альбому тривала до кінця червня/початку липня 1963 року, включаючи виробництво мастер-копій та металевих матриць для друку (metal parts), а також друк близько 6 тисяч обкладинок для дисків. Попри заявлений у багатьох старих книгах факт про те, що "Introducing ... The Beatles" був випущений у світ 22 липня 1963 року , немає ніяких підтверджень «на папері» (no paper trail exists to suggest) про те, що цей альбом взагалі був випущений у 1963 році.
Після перестановок у менеджменті компанії, зокрема відставки президента компанії Еварта Абнера після того, як він використовував кошти лейблу для покриття гральних боргів, Vee-Jay скасував реліз "Introducing ... The Beatles", так само як і альбомів Френка Айфілда, Альми Коган та єврейського кантора (Jewish cantor).

## Список композицій
| Сторона 1 | Сторона 1                  | Сторона 1                 | Сторона 1                                                                   | Сторона 1  |
| #         | Назва                      | Автор                     | Примітки                                                                    | Тривалість |
| --------- | -------------------------- | ------------------------- | --------------------------------------------------------------------------- | ---------- |
| 1.        | «I Saw Her Standing There» |                           | відлік Пола Маккартні «one, two, three» вилучено; трек починається з «four» |            |
| 2.        | «Misery»                   |                           |                                                                             |            |
| 3.        | «Anna (Go to Him)»         | Артур Александер          |                                                                             |            |
| 4.        | «Chains»                   | Джеррі Гоффін, Керол Кінг |                                                                             |            |
| 5.        | «Boys»                     | Лютер Діксон, Вес Фаррелл |                                                                             |            |
| 6.        | «Love Me Do»               |                           | «Ask Me Why» на 2-ій версії                                                 |            |

| Сторона 2 | Сторона 2                       | Сторона 2                                                                                 | Сторона 2                         | Сторона 2  |
| #         | Назва                           | Автор                                                                                     | Примітки                          | Тривалість |
| --------- | ------------------------------- | ----------------------------------------------------------------------------------------- | --------------------------------- | ---------- |
| 7.        | «P.S. I Love You»               |                                                                                           | «Please Please Me» на 2-ій версії |            |
| 8.        | «Baby It's You»                 | Берт Бакарак, Мак Девід, Барні Вільямс (англ. Barney Williams) − псевдонім Лютера Діксона |                                   |            |
| 9.        | «Do You Want to Know a Secret?» |                                                                                           |                                   |            |
| 10.       | «A Taste of Honey»              | Рік Марлоу, Боббі Скотт                                                                   |                                   |            |
| 11.       | «There’s a Place»               |                                                                                           |                                   |            |
| 12.       | «Twist and Shout»               | Філ Медлі, Берт Расселл                                                                   |                                   |            |